# 합덕성당
합덕성당(合德聖堂) 또는 당진합덕성당(唐津合德聖堂)은 대한민국 충청남도 당진시 합덕읍에 위치한 성당이다. 1998년 7월 28일에 대한민국의 충청남도의 기념물 제145호로 지정하였다.
1890년 충청남도 예산군 고덕면 상궁리에 양촌성당이라는 이름으로 설립되었으며, 1899년에 당시 초대본당주임이었던 퀴를리에(Curlier, J. J. L.) 신부가 현 위치의 대지를 매입하여 성당 건물을 건축하고 성당을 옮겨오면서 합덕성당으로 개칭되었다. 1961년 합덕읍 운산리에 신합덕 성당이 생기게 되어 구 합덕성당이라고 부르게 되었으나 1997년 다시 합덕성당으로 본래 이름을 되찾았다.
정면의 종탑이 쌍탑으로 되어있는 것이 특징인 이 성당은 3개의 출입구와 창들이 모두 무지개 모양을 이루고 있다. 외벽은 붉은 벽돌로, 창둘레와 종탑의 각 모서리는 회색벽돌로 쌓았다. 창 아래와 종탑의 각각 면에는 회색벽돌로 마름모형의 장식을 하였다.
현재 존재하는 성당 건물은 1929년에 새로 지어진 건물이다. 100여 년 이상의 역사를 간직하고 있으며, 교회가 박해를 받을 때에는 순교의 장소가 되기도 한 한국 천주교회의 발상지적 역할을 담당하였던 곳이다.
뒷뜰에는 성직자 묘지가 있다.
첫번째 묘지는 이 매스트르(1808-1857) 신부 묘이다. 성 김대건, 최양업, 최방제 신학생의 스승이었다. 1852년 우리나라에 입국하여 전교하다가 황무실 공소에서 선종하신 분이다.
두번째 무덤은 홍병철(랑드르, 1828-1863)신부 묘이다. 1861년 우리 나라에 입국, 전교하다가 병사하였다.
세번째 무덤은 백문필(패랭, 1885-1950)신부인데 1921년부터 1950년 피납되기까지 계셨다. 현 성당 건물을 지은분이다. 1950년 성모승천 대축일 전날 축일 준비를 위해 고해성사를 집전하다가 납치되었는데 시신은 현재 대전 사정공원 애국지사 묘에 묻혀 있다.
네번째 무덤은 심재덕(마르코, 1908-1945) 신부인데 1942-1945년까지 백문필 신부 보좌로 있다 병사하였다.
합덕성당은 성소의 못자리로도 유명하다. 사제 33명, 수녀 54명 수사5명(수사 수녀는 1990년 통계)을 배출하였다.

## 참고 자료
- 당진합덕성당 - 국가유산청 국가유산포털
- 한국천주교주교회의·한국천주교중앙협의회 - 성지 - 한국가톨릭 - 합덕성당